# Danny Lloyd
Pour les articles homonymes, voir Lloyd.
Ne doit pas être confondu avec Justin Henry.
Daniel Edward Lloyd (aussi connu sous les diminutifs « Danny Lloyd), né le 13 octobre 1972 à Tremont, Illinois, est un acteur et professeur de biologie américain. Il n'a interprété qu'un seul grand rôle au cinéma, à l'âge de six ans : celui de Danny Torrance dans Shining de Stanley Kubrick, adaptation à l'écran du roman d'horreur de Stephen King, Shining, l'enfant lumière.

## Biographie
Danny Lloyd aimait dès son plus jeune âge jouer à « faire des films », selon ses mots, entendus dans le documentaire de Vivian Kubrick sur le making-of de Shining. Ses parents l'ont tout de suite remarqué et l'ont présenté à un casting. À 5 ans, Daniel Lloyd obtient un rôle dans le nouveau film de Stanley Kubrick dont le tournage commence en 1978. Il y joue le rôle du jeune Danny Torrance aux côtés de Jack Nicholson, de Shelley Duvall et de Scatman Crothers. Le film connaîtra un immense succès lors de sa sortie en 1980 et reste comme une œuvre majeure du réalisateur américain.
Danny fut sélectionné lors du casting pour sa capacité à se concentrer sur de longues périodes. Dans leurs commentaires figurant sur le DVD, Garrett Brown et l'historien du cinéma John Baxter affirment que Kubrick a été capable de tourner toutes les scènes où Danny intervient sans que celui-ci ne réalise qu'il jouait dans un film d'horreur. En 2013, Lloyd raconte qu'il était entré par accident sur le plateau pendant le tournage de la scène culte où Nicholson détruit la porte de la salle de bains à coups de hache et que pour le distraire, Nicholson avait fait des bonds comme un indien, brandissant sa hache comme un tomahawk. Il n'a d'ailleurs vu le film qu'à l'âge de 16 ans, en compagnie d'amis et a admis n'avoir eu peur à aucun moment.
Danny est apparu une nouvelle fois à l'écran en 1983, cette fois-ci dans un téléfilm, Will: G. Gordon Liddy (en), film basé sur l'autobiographie de Gordon Liddy, lequel a passé 54 mois en prison après le scandale du Watergate. Danny Lloyd y joue le rôle du jeune Liddy. Malgré ses efforts, il n'obtint jamais d'autre rôle et abandonnera tout espoir de refaire du cinéma vers l'âge de 14 ans. Il enchaîne les petits boulots pendant ses études universitaires et deviendra professeur de biologie, d'abord dans l'Illinois, en 1999, puis, en 2003, au Community College d'Elizabethtown, dans le Kentucky, où il ne restera qu'un an pour finalement travailler, à partir de décembre 2007, à l'université des Sciences et des Technologies dans le Missouri. Il a fait une brève apparition à la Fright Night Film Fest (en) en 2009 pour signer des autographes au bénéfice de la fondation Make-A-Wish. Il a quitté le Missouri pour trouver un poste de professeur au Jefferson Community College de Louisville dans le Kentucky.
En 2019, il retrouve le chemin des plateaux de cinéma, le temps d'un caméo dans la suite de Shining intitulée Doctor Sleep. Son rôle de Danny Torrance qui l'a fait connaître est incarné cette fois-ci par Ewan McGregor. Il incarne en effet dans ce film, un spectateur d'un match de baseball.

## Filmographie
- 1980 : Shining de Stanley Kubrick : Danny Torrance
- 1983 : Will: the autobiography of G. Gordon Liddy (TV) de Robert Lieberman : G. Gordon Liddy jeune
- 2019 : Doctor Sleep de Mike Flanagan : caméo (un spectateur du match de baseball d'enfant) - non crédité